# المعهد التقني الناصرية
المعهد التقني (الناصرية) وهو احد تشيكلات الجامعة التقنية الجنوبية في محافظة ذي قار تأسس عام 1978 ويهدف إلى إعداد الملاكات بمستوى الدبلوم التقني في مختلف الاختصاصات.

## التخصصات الهندسية
1. التقنيات الميكانيكية / الإنتاج تأسس عام 1980
2. التقنيات الكهربائية /القوى الكهربائية تأسس عام 1982

## التخصصات الطبية
1. صحة المجتمع تأسس عام1989
2. التمريض تأسس عام1997
3. التحليلات المرضية عام2013

## التخصصات الإدارية
1. المحاسبة تأسس عام1980
2. الإدارة القانونية تأسس عام1987
3. تقنيات إدارة المكتب تأسس عام1993
4. أنظمة الحاسبات تأسس عام1997

## تخصصات الفنون التطبيقية
تقنيات صناعة الملابس تأسس عام2000
وقد تعاقب على عمادة المعهد منذ تأسيسه وحتى اليوم كل من:
1. السيد طاهر طعمة فرحان 1980 - 1982
2. د. صالح عبد الرضا رشيد 1982 - 1985
3. السيد محمد شكير محمود 1985 - 1993
4. السيد ضياء مجبل مطرود 1993
5. د. صالح عبد الرضا رشيد 1993 - 1997
6. د. لطيف شخير جبر 1997 - 1998
7. د. نجاح رسول داخل 1998 - 2000
8. د. محمد شمخي جبر 2000 - 2003
9. د. لطيف شخير جبر 2003
10. د. خالد مجيد داخل 2003 -2010
11. د.يحيئ الخفاجي 2019
12. د. خوام-2019 إلى الآن

ويضم المعهد (349) منتسبا منهم (52) تدريسيا في مختلف الألقاب العلمية و (230) فنيا و (67) اداريا.

## وصلات خارجية
1. موقع الجامعة الرسمي[1]

1. ↑  "المعهد التقني الناصرية". مؤرشف من الأصل في 2023-04-18. اطلع عليه بتاريخ 2023-05-10.